# Limenitis neutra
Limenitis neutra är en fjärilsart som beskrevs av Hans Fruhstorfer 1897. Limenitis neutra ingår i släktet Limenitis och familjen praktfjärilar. Inga underarter finns listade i Catalogue of Life.